# William Thomas Ellis

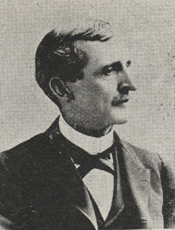
William Thomas Ellis

William Thomas Ellis (* 24. Juli 1845 bei Knottsville, Daviess County, Kentucky; † 8. Januar 1925 in Owensboro, Kentucky) war ein US-amerikanischer Politiker. Zwischen 1889 und 1895 vertrat er den Bundesstaat Kentucky im US-Repräsentantenhaus.

## Werdegang
William Ellis besuchte die öffentlichen Schulen seiner Heimat und nahm danach als Soldat im Heer der Konföderation am Bürgerkrieg teil. Nach dem Krieg setzte er seine Ausbildung am Pleasant Valley Seminary fort. Danach arbeitete er zunächst im Schuldienst. In den Jahren 1867 und 1868 war er Leiter der Mount Etna Academy im Ohio County. Nach einem Jurastudium an der Harvard University und seiner Zulassung als Rechtsanwalt begann er 1870 in Owensboro in diesem Beruf zu praktizieren. In den Jahren 1870 und 1874 wurde er jeweils zum Bezirksstaatsanwalt gewählt.
Politisch wurde Ellis Mitglied der Demokratischen Partei. 1886 kandidierte er noch erfolglos für den Kongress. Bei den Kongresswahlen des Jahres 1888 wurde er dann aber im zweiten Wahlbezirk von Kentucky in das US-Repräsentantenhaus in Washington, D.C. gewählt, wo er am 4. März 1889 die Nachfolge von Polk Laffoon antrat. Nach zwei Wiederwahlen konnte er bis zum 3. März 1895 drei Legislaturperioden im Kongress absolvieren. Dort war er seit 1891 Vorsitzender des Ausschusses, der sich mit der Überarbeitung der Gesetze befasste.
1894 lehnte William Ellis eine erneute Kandidatur ab. Im Juli 1896 war er Delegierter zur Democratic National Convention in Chicago, auf der William Jennings Bryan zum Präsidentschaftskandidaten nominiert wurde. Ansonsten praktizierte Ellis wieder als Anwalt; außerdem befasste er sich mit literarischen Angelegenheiten. Er starb am 8. Januar 1925 in Owensboro.